# НБА в сезоні 2019–2020
Сезон НБА 2019–2020 був 74-им сезоном в Національній баскетбольній асоціації.
Сезон переривався 11 березня 2020 року через спалах коронавірусної хвороби у США і виявлення захворювання у гравців асоціації. Згодом було вирішено завершити регулярний сезон за скороченою формулою для визначення учасників плей-оф і їх позицій, після чого провести повноцінний раунд плей-оф. Врешті-решт сезон тривав з 22 жовтня 2019 по 11 жовтня 2020 року, тобто 355 календарних днів, ставши найдовшим в історії змагання.
Переможцями сезону стали «Лос-Анджелес Лейкерс», які здолали у фінальній серії «Маямі Гіт».

## Регламент змагання
Участь у сезоні брали 30 команд, розподілених між двома конференціями — Східною і Західною, кожна з яких у свою чергу складалася з трьох дивізіонів.
По ходу регулярного сезону кожна з команд-учасниць мала провести по 82 гри (по 41 грі на власному майданчику і на виїзді). При цьому з командами свого дивізіону мали проводитися по чотири гри, із шістьома командами з інших дивізіонів своєї конференції — теж по чотири гри, а з рештою чотирма командами своєї конференції — по три. Нарешті команди з різних конференцій мали провести між собою по два матчі.
Утім через спалах коронавірусної хвороби у США регулярний сезон було перервано 11 березня 2020 року, а після його відновлення змагання проходили за зміненим регламентом, за яким кількість матчів регулярного чемпіонату для кожної з команд склала від 64 до 75, залежно від кількості матчів, проведених на момент призупинення, та турнірної позиції на той момент.
До раунду плей-оф виходили по вісім найкращих команд кожної з конференцій, причому переможці дивізіонів посідали місця угорі турнірної таблиці конференції, навіть при гірших результатах, ніж у команд з інших дивізіонів, які свої дивізіони не виграли. Плей-оф відбувався за олімпійською системою, за якою найкраща команда кожної конференції починала боротьбу проти команди, яка посіла восьме місце у тій же конференції, друга команда конференції — із сьомою, і так далі. В усіх раундах плей-оф переможець кожної пари визначався в серії ігор, яка тривала до чотирьох перемог однієї з команд.
Чемпіони кожної з конференцій, що визначалися на стадії плей-оф, для визначення чемпіона НБА зустрічалися між собою у Фіналі, що складався із серії ігор до чотирьох перемог.

## Регулярний сезон
Регулярний сезон розпочався 22 жовтня 2019 року і мав тривати до 15 квітня 2020 року. Однак 11 березня 2020 на тлі спалаху коронавірусної хвороби було оголошено про призупинення регулярного сезону щонайменше на місяць після того як тест центрового «Юта Джаз» Руді Гобера на COVID-19 виявився позитивним. Згодом хворобу було виявлено ще в низки гравців НБА і вимушена пауза у змаганнях тривала до кінця липня.
На момент переривання регулярного сезону команди асоціації провели від 63 до 67 ігор. У дограванні регулярного сезону, яке тривало з 30 липня по 14 серпня 2020 року, взяли участь 22 команди, що мали на той момент найкращі результати. Кожна з цих команд під час догравання провела по 8 матчів, таким чином кількість матчів регулярного сезону для команд-учасників плей-оф склала від 71 до 75 (замість 82, передбачених стандартним регламентом). Усі матчі регулярного сезону після його відновлення проходили у спортивному комплексі на території центру розваг Дісней Ворлд неподалік Орландо.
Найкращий результат по завершенні регулярного сезону мали «Мілвокі Бакс» (56 перемог при 17 поразках).

### Підсумкові таблиці за дивізіонами
| Атлантичний дивізіон              | В  | П  | %П   | Відст | Дом   | Гост  | Див  | І  |
| --------------------------------- | -- | -- | ---- | ----- | ----- | ----- | ---- | -- |
| y – «Торонто Репторз»             | 53 | 19 | .736 | 0.0   | 26–10 | 27–9  | 9–5  | 72 |
| x – «Бостон Селтікс»              | 48 | 24 | .667 | 5.0   | 26–10 | 22–14 | 9–6  | 72 |
| x – «Філадельфія Севенті-Сіксерс» | 43 | 30 | .589 | 10.5  | 31–4  | 12–26 | 11–5 | 73 |
| x – «Бруклін Нетс»                | 35 | 37 | .486 | 18.0  | 20–16 | 15–21 | 6–10 | 72 |
| «Нью-Йорк Нікс»                   | 21 | 45 | .318 | 29.0  | 11–22 | 10–23 | 2–11 | 66 |

| Південно-Східний дивізіон | В  | П  | %П   | Відст | Дом   | Гост  | Див  | І  |
| ------------------------- | -- | -- | ---- | ----- | ----- | ----- | ---- | -- |
| y – «Маямі Гіт»           | 44 | 29 | .603 | 0.0   | 29–7  | 15–22 | 10–4 | 73 |
| x – «Орландо Меджик»      | 33 | 40 | .452 | 11.0  | 18–17 | 15–23 | 9–5  | 73 |
| «Вашингтон Візардс»       | 25 | 47 | .347 | 18.5  | 16–20 | 9–27  | 5–9  | 72 |
| «Шарлотт Горнетс»         | 23 | 42 | .354 | 17.0  | 10–21 | 13–21 | 2–7  | 65 |
| «Атланта Гокс»            | 20 | 47 | .299 | 21.0  | 14–20 | 6–27  | 6–7  | 67 |

| Центральний дивізіон  | В  | П  | %П   | Відст | Дом   | Гост  | Див  | І  |
| --------------------- | -- | -- | ---- | ----- | ----- | ----- | ---- | -- |
| z – «Мілвокі Бакс»    | 56 | 17 | .767 | 0.0   | 30–5  | 26–12 | 13–1 | 73 |
| x – «Індіана Пейсерз» | 45 | 28 | .616 | 11.0  | 25–11 | 20–17 | 8–7  | 73 |
| «Чикаго Буллз»        | 22 | 43 | .338 | 30.0  | 14–20 | 8–23  | 7–9  | 65 |
| «Детройт Пістонс»     | 20 | 46 | .303 | 32.5  | 11–22 | 9–24  | 5–10 | 66 |
| «Клівленд Кавальєрс»  | 19 | 46 | .292 | 33.0  | 11–25 | 8–21  | 4–10 | 65 |

| Південно-Західний дивізіон | В  | П  | %П   | Відст | Дом   | Гост  | Див  | І  |
| -------------------------- | -- | -- | ---- | ----- | ----- | ----- | ---- | -- |
| y – «Х'юстон Рокетс»       | 44 | 28 | .611 | 0.0   | 24–12 | 20–16 | 8–5  | 72 |
| x – «Даллас Маверікс»      | 43 | 32 | .573 | 2.5   | 20–18 | 23–14 | 10–4 | 75 |
| «Мемфіс Ґріззліс»          | 34 | 39 | .466 | 10.5  | 20–17 | 14–22 | 4–9  | 73 |
| «Сан-Антоніо Сперс»        | 32 | 39 | .451 | 11.5  | 19–15 | 13–24 | 7–6  | 71 |
| «Нью-Орлінс Пеліканс»      | 30 | 42 | .417 | 14.0  | 15–21 | 15–21 | 4–9  | 72 |

| Північно-Західний дивізіон    | В  | П  | %П   | Відст | Дом   | Гост  | Див  | І  |
| ----------------------------- | -- | -- | ---- | ----- | ----- | ----- | ---- | -- |
| y – «Денвер Наггетс»          | 46 | 27 | .630 | 0.0   | 26–11 | 20–16 | 12–2 | 73 |
| x – «Оклахома-Сіті Тандер»    | 44 | 28 | .611 | 1.5   | 23–14 | 21–14 | 8–5  | 72 |
| x – «Юта Джаз»                | 44 | 28 | .611 | 1.5   | 23–12 | 21–16 | 5–7  | 72 |
| x – «Портленд Трейл-Блейзерс» | 35 | 39 | .473 | 11.5  | 21–15 | 14–24 | 5–8  | 74 |
| «Міннесота Тімбервулвз»       | 19 | 45 | .297 | 22.5  | 8–24  | 11–21 | 2–10 | 64 |

| Тихоокеанський дивізіон     | В  | П  | %П   | Відст | Дом   | Гост  | Див  | І  |
| --------------------------- | -- | -- | ---- | ----- | ----- | ----- | ---- | -- |
| c – «Лос-Анджелес Лейкерс»  | 52 | 19 | .732 | 0.0   | 25–10 | 27–9  | 10–3 | 71 |
| x – «Лос-Анджелес Кліпперс» | 49 | 23 | .681 | 3.5   | 27–9  | 22–14 | 8–6  | 72 |
| «Фінікс Санз»               | 34 | 39 | .466 | 19.0  | 17–22 | 17–17 | 6–9  | 73 |
| «Сакраменто Кінґс»          | 31 | 41 | .431 | 21.5  | 16–19 | 15–22 | 8–5  | 72 |
| «Голден-Стейт Ворріорс»     | 15 | 50 | .231 | 34.0  | 8–26  | 7–24  | 2–11 | 65 |

### Підсумкові таблиці за конференціями
| Східна конференція | Східна конференція                | Східна конференція | Східна конференція | Східна конференція | Східна конференція | Східна конференція |
| #                  | Команда                           | В                  | П                  | %П                 | Відст              | І                  |
| ------------------ | --------------------------------- | ------------------ | ------------------ | ------------------ | ------------------ | ------------------ |
| 1                  | z – «Мілвокі Бакс» *              | 56                 | 17                 | .767               | –                  | 73                 |
| 2                  | y – «Торонто Репторз» *           | 53                 | 19                 | .736               | 2.5                | 72                 |
| 3                  | x – «Бостон Селтікс»              | 48                 | 24                 | .667               | 7.5                | 72                 |
| 4                  | x – «Індіана Пейсерз»             | 45                 | 28                 | .616               | 11.0               | 73                 |
| 5                  | y – «Маямі Гіт» *                 | 44                 | 29                 | .603               | 12.0               | 73                 |
| 6                  | x – «Філадельфія Севенті-Сіксерс» | 43                 | 30                 | .589               | 13.0               | 73                 |
| 7                  | x – «Бруклін Нетс»                | 35                 | 37                 | .486               | 20.5               | 72                 |
| 8                  | x – «Орландо Меджик»              | 33                 | 40                 | .452               | 23.0               | 73                 |
|                    |                                   |                    |                    |                    |                    |                    |
| 9                  | «Вашингтон Візардс»               | 25                 | 47                 | .347               | 30.5               | 72                 |
| 10                 | «Шарлотт Горнетс»                 | 23                 | 42                 | .354               | 29.0               | 65                 |
| 11                 | «Чикаго Буллз»                    | 22                 | 43                 | .338               | 30.0               | 65                 |
| 12                 | «Нью-Йорк Нікс»                   | 21                 | 45                 | .318               | 31.5               | 66                 |
| 13                 | «Детройт Пістонс»                 | 20                 | 46                 | .303               | 32.5               | 66                 |
| 14                 | «Атланта Гокс»                    | 20                 | 47                 | .299               | 33.0               | 67                 |
| 15                 | «Клівленд Кавальєрс»              | 19                 | 46                 | .292               | 33.0               | 65                 |

| Західна конференція | Західна конференція           | Західна конференція | Західна конференція | Західна конференція | Західна конференція | Західна конференція |
| #                   | Команда                       | В                   | П                   | %П                  | Відст               | І                   |
| ------------------- | ----------------------------- | ------------------- | ------------------- | ------------------- | ------------------- | ------------------- |
| 1                   | c – «Лос-Анджелес Лейкерс» *  | 52                  | 19                  | .732                | –                   | 71                  |
| 2                   | x – «Лос-Анджелес Кліпперс»   | 49                  | 23                  | .681                | 3.5                 | 72                  |
| 3                   | y – «Денвер Наггетс» *        | 46                  | 27                  | .630                | 7.0                 | 73                  |
| 4                   | y – «Х'юстон Рокетс» *        | 44                  | 28                  | .611                | 8.5                 | 72                  |
| 5                   | x – «Оклахома-Сіті Тандер»    | 44                  | 28                  | .611                | 8.5                 | 72                  |
| 6                   | x – «Юта Джаз»                | 44                  | 28                  | .611                | 8.5                 | 72                  |
| 7                   | x – «Даллас Маверікс»         | 43                  | 32                  | .573                | 11.0                | 75                  |
| 8                   | x – «Портленд Трейл-Блейзерс» | 35                  | 39                  | .473                | 18.5                | 74                  |
|                     |                               |                     |                     |                     |                     |                     |
| 9                   | «Мемфіс Ґріззліс»             | 34                  | 39                  | .466                | 19.0                | 73                  |
| 10                  | «Фінікс Санз»                 | 34                  | 39                  | .466                | 19.0                | 73                  |
| 11                  | «Сан-Антоніо Сперс»           | 32                  | 39                  | .451                | 20.0                | 71                  |
| 12                  | «Сакраменто Кінґс»            | 31                  | 41                  | .431                | 21.5                | 72                  |
| 13                  | «Нью-Орлінс Пеліканс»         | 30                  | 42                  | .417                | 22.5                | 72                  |
| 14                  | «Міннесота Тімбервулвз»       | 19                  | 45                  | .297                | 29.5                | 64                  |
| 15                  | «Голден-Стейт Ворріорс»       | 15                  | 50                  | .231                | 34.0                | 65                  |

Легенда:
- z – Найкраща команда регулярного сезону НБА
- c – Найкраща команда конференції
- y – Переможець дивізіону
- x – Учасник плей-оф

## Плей-оф
Переможці пар плей-оф позначені жирним. Цифри перед назвою команди відповідають її позиції у підсумковій турнірній таблиці регулярного сезону конференції. Цифри після назви команди відповідають кількості її перемог у відповідному раунді плей-оф. На відміну від традиційного формату плей-оф, коли команди з кращими результатами у регулярному сезоні мали перевагу власного майданчика у перших іграх в кожній парі, усі матчі плей-оф 2020 року відбувалися із 17 серпня по 11 жовтня 2020 року в спортивному комплексі на території центру розваг Дісней Ворлд неподалік Орландо.
|  | Перший раунд        | Перший раунд                  | Перший раунд            |   |                         | Півфінали конференції   | Півфінали конференції | Півфінали конференції |  |    | Фінали конференції      | Фінали конференції | Фінали конференції |  |    | Фінал НБА    | Фінал НБА | Фінал НБА |
|  |                     |                               |                         |   |                         |                         |                       |                       |  |    |                         |                    |                    |  |    |              |           |           |
|  | E1                  | «Мілвокі Бакс»*               | 4                       |   |                         |                         |                       |                       |  |    |                         |                    |                    |  |    |              |           |           |
|  | E8                  | «Орландо Меджик»              | 1                       |   |                         |                         |                       |                       |  |    |                         |                    |                    |  |    |              |           |           |
|  | E8                  | «Орландо Меджик»              | 1                       |   | E1                      | «Мілвокі Бакс»*         | 1                     |                       |  |    |                         |                    |                    |  |    |              |           |           |
|  |                     |                               |                         |   | E1                      | «Мілвокі Бакс»*         | 1                     |                       |  |    |                         |                    |                    |  |    |              |           |           |
|  |                     | E5                            | «Маямі Гіт»*            | 4 |                         |                         |                       |                       |  |    |                         |                    |                    |  |    |              |           |           |
|  | E4                  | E5                            | «Маямі Гіт»*            | 4 | «Індіана Пейсерз»       | 0                       |                       |                       |  |    |                         |                    |                    |  |    |              |           |           |
|  | E4                  |                               |                         |   | «Індіана Пейсерз»       | 0                       |                       |                       |  |    |                         |                    |                    |  |    |              |           |           |
|  | E5                  | «Маямі Гіт»*                  | 4                       |   |                         |                         |                       |                       |  |    |                         |                    |                    |  |    |              |           |           |
|  | E5                  | «Маямі Гіт»*                  | 4                       |   |                         |                         |                       |                       |  | E5 | «Маямі Гіт»*            | 4                  |                    |  |    |              |           |           |
|  | Східна конференція  |                               |                         |   |                         |                         |                       |                       |  | E5 | «Маямі Гіт»*            | 4                  |                    |  |    |              |           |           |
|  |                     | E3                            | «Бостон Селтікс»        | 2 |                         |                         |                       |                       |  |    |                         |                    |                    |  |    |              |           |           |
|  | E3                  | E3                            | «Бостон Селтікс»        | 2 | «Бостон Селтікс»        | 4                       |                       |                       |  |    |                         |                    |                    |  |    |              |           |           |
|  | E3                  |                               |                         |   | «Бостон Селтікс»        | 4                       |                       |                       |  |    |                         |                    |                    |  |    |              |           |           |
|  | E6                  | «Філадельфія Севенті-Сіксерс» | 0                       |   |                         |                         |                       |                       |  |    |                         |                    |                    |  |    |              |           |           |
|  | E6                  | «Філадельфія Севенті-Сіксерс» | 0                       |   | E3                      | «Бостон Селтікс»        | 4                     |                       |  |    |                         |                    |                    |  |    |              |           |           |
|  |                     |                               |                         |   | E3                      | «Бостон Селтікс»        | 4                     |                       |  |    |                         |                    |                    |  |    |              |           |           |
|  |                     | E2                            | «Торонто Репторз»*      | 3 |                         |                         |                       |                       |  |    |                         |                    |                    |  |    |              |           |           |
|  | E2                  | E2                            | «Торонто Репторз»*      | 3 | «Торонто Репторз»*      | 4                       |                       |                       |  |    |                         |                    |                    |  |    |              |           |           |
|  | E2                  |                               |                         |   | «Торонто Репторз»*      | 4                       |                       |                       |  |    |                         |                    |                    |  |    |              |           |           |
|  | E7                  | «Бруклін Нетс»                | 0                       |   |                         |                         |                       |                       |  |    |                         |                    |                    |  |    |              |           |           |
|  | E7                  | «Бруклін Нетс»                | 0                       |   |                         |                         |                       |                       |  |    |                         |                    |                    |  | E5 | «Маямі Гіт»* | 2         |           |
|  |                     |                               |                         |   |                         |                         |                       |                       |  |    |                         |                    |                    |  | E5 | «Маямі Гіт»* | 2         |           |
|  |                     | W1                            | «Лос-Анджелес Лейкерс»* | 4 |                         |                         |                       |                       |  |    |                         |                    |                    |  |    |              |           |           |
|  | W1                  | W1                            | «Лос-Анджелес Лейкерс»* | 4 | «Лос-Анджелес Лейкерс»* | 4                       |                       |                       |  |    |                         |                    |                    |  |    |              |           |           |
|  | W1                  |                               |                         |   | «Лос-Анджелес Лейкерс»* | 4                       |                       |                       |  |    |                         |                    |                    |  |    |              |           |           |
|  | W8                  | «Портленд Трейл-Блейзерс»     | 1                       |   |                         |                         |                       |                       |  |    |                         |                    |                    |  |    |              |           |           |
|  | W8                  | «Портленд Трейл-Блейзерс»     | 1                       |   | W1                      | «Лос-Анджелес Лейкерс»* | 4                     |                       |  |    |                         |                    |                    |  |    |              |           |           |
|  |                     |                               |                         |   | W1                      | «Лос-Анджелес Лейкерс»* | 4                     |                       |  |    |                         |                    |                    |  |    |              |           |           |
|  |                     | W4                            | «Х'юстон Рокетс»*       | 1 |                         |                         |                       |                       |  |    |                         |                    |                    |  |    |              |           |           |
|  | W4                  | W4                            | «Х'юстон Рокетс»*       | 1 | «Х'юстон Рокетс»*       | 4                       |                       |                       |  |    |                         |                    |                    |  |    |              |           |           |
|  | W4                  |                               |                         |   | «Х'юстон Рокетс»*       | 4                       |                       |                       |  |    |                         |                    |                    |  |    |              |           |           |
|  | W5                  | «Оклахома-Сіті Тандер»        | 3                       |   |                         |                         |                       |                       |  |    |                         |                    |                    |  |    |              |           |           |
|  | W5                  | «Оклахома-Сіті Тандер»        | 3                       |   |                         |                         |                       |                       |  | W1 | «Лос-Анджелес Лейкерс»* | 4                  |                    |  |    |              |           |           |
|  | Західна конференція |                               |                         |   |                         |                         |                       |                       |  | W1 | «Лос-Анджелес Лейкерс»* | 4                  |                    |  |    |              |           |           |
|  |                     | W3                            | «Денвер Наггетс»*       | 1 |                         |                         |                       |                       |  |    |                         |                    |                    |  |    |              |           |           |
|  | W3                  | W3                            | «Денвер Наггетс»*       | 1 | «Денвер Наггетс»*       | 4                       |                       |                       |  |    |                         |                    |                    |  |    |              |           |           |
|  | W3                  |                               |                         |   | «Денвер Наггетс»*       | 4                       |                       |                       |  |    |                         |                    |                    |  |    |              |           |           |
|  | W6                  | «Юта Джаз»                    | 3                       |   |                         |                         |                       |                       |  |    |                         |                    |                    |  |    |              |           |           |
|  | W6                  | «Юта Джаз»                    | 3                       |   | W3                      | «Денвер Наггетс»*       | 4                     |                       |  |    |                         |                    |                    |  |    |              |           |           |
|  |                     |                               |                         |   | W3                      | «Денвер Наггетс»*       | 4                     |                       |  |    |                         |                    |                    |  |    |              |           |           |
|  |                     | W2                            | «Лос-Анджелес Кліпперс» | 3 |                         |                         |                       |                       |  |    |                         |                    |                    |  |    |              |           |           |
|  | W2                  | W2                            | «Лос-Анджелес Кліпперс» | 3 | «Лос-Анджелес Кліпперс» | 4                       |                       |                       |  |    |                         |                    |                    |  |    |              |           |           |
|  | W2                  |                               |                         |   | «Лос-Анджелес Кліпперс» | 4                       |                       |                       |  |    |                         |                    |                    |  |    |              |           |           |
|  | W7                  | «Даллас Маверікс»             | 2                       |   |                         |                         |                       |                       |  |    |                         |                    |                    |  |    |              |           |           |

* — переможці дивізіонів.

## Статистика

### Лідери за індивідуальними статистичними показниками
| Показник                    | Гравець          | Команда(s)                             | Результат |
| --------------------------- | ---------------- | -------------------------------------- | --------- |
| Очки за гру                 | Джеймс Гарден    | «Х'юстон Рокетс»                       | 34.3      |
| Підбирання за гру           | Андре Драммонд   | «Детройт Пістонс»/«Клівленд Кавальєрс» | 15.2      |
| Передачі за гру             | Леброн Джеймс    | «Лос-Анджелес Лейкерс»                 | 10.2      |
| Перехоплення за гру         | Бен Сіммонс      | «Філадельфія Севенті-Сіксерс»          | 2.1       |
| Блокування за гру           | Хассан Вайтсайд  | «Портленд Трейл-Блейзерс»              | 2.9       |
| Втрати за гру               | Трей Янг         | «Атланта Гокс»                         | 4.8       |
| Порушення правил за гру     | Джарен Джексон   | «Мемфіс Ґріззліс»                      | 4.1       |
| Хвилини за гру              | Дем'єн Ліллард   | «Портленд Трейл-Блейзерс»              | 37.5      |
| % влучань з гри             | Мітчелл Робінсон | «Нью-Йорк Нікс»                        | 74.2%     |
| % влучань штрафних кидків   | Данкан Робінсон  | «Маямі Гіт»                            | 93.1%     |
| % влучань 3-очкових кидків  | Грант Вільямс    | «Бостон Селтікс»                       | 100.0%    |
| Рейтинг ефективності гравця | Янніс Адетокумбо | «Мілвокі Бакс»                         | 34.6      |
| Дабл-дабли                  | Янніс Адетокумбо | «Мілвокі Бакс»                         | 56        |
| Трипл-дабли                 | Лука Дончич      | «Даллас Маверікс»                      | 17        |

### Рекорди за гру
| Показник     | Гравець          | Команда                       | Результат |
| ------------ | ---------------- | ----------------------------- | --------- |
| Очки         | Дем'єн Ліллард   | «Портленд Трейл-Блейзерс»     | 61        |
| Підбирання   | Йонас Валанчюнас | «Мемфіс Ґріззліс»             | 25        |
| Передачі     | Леброн Джеймс    | «Лос-Анджелес Лейкерс»        | 19        |
| Передачі     | Лука Дончич      | «Даллас Маверікс»             | 19        |
| Перехоплення | Бен Сіммонс      | «Філадельфія Севенті-Сіксерс» | 7         |
| Перехоплення | Фред ВанВліт     | «Торонто Репторз»             | 7         |
| Перехоплення | Джонатан Айзек   | «Орландо Меджик»              | 7         |
| Перехоплення | Елфрід Пейтон    | «Нью-Йорк Нікс»               | 7         |
| Перехоплення | Денніс Сміт      | «Нью-Йорк Нікс»               | 7         |
| Перехоплення | Рікі Рубіо       | «Фінікс Санз»                 | 7         |
| Перехоплення | Оу Джі Анунобі   | «Торонто Репторз»             | 7         |
| Блокування   | Хассан Вайтсайд  | «Портленд Трейл-Блейзерс»     | 10        |
| Триочкові    | Зак Лавін        | «Чикаго Буллз»                | 13        |

### Команди-лідери за статистичними показниками
| Показник                   | Команда                | Результат |
| -------------------------- | ---------------------- | --------- |
| Очки за гру                | «Мілвокі Бакс»         | 118.7     |
| Підбирання за гру          | «Мілвокі Бакс»         | 51.7      |
| Передачі за гру            | «Фінікс Санз»          | 27.2      |
| Перехоплення за гру        | «Чикаго Буллз»         | 10.0      |
| Блокування за гру          | «Лос-Анджелес Лейкерс» | 6.6       |
| Втрати за гру              | «Сан-Антоніо Сперс»    | 12.6      |
| % влучань з гри            | «Лос-Анджелес Лейкерс» | 48.0%     |
| % влучань штрафних кидків  | «Фінікс Санз»          | 83.4%     |
| % влучань 3-очкових кидків | «Юта Джаз»             | 38.0%     |
| +/−                        | «Мілвокі Бакс»         | +10.1     |

## Нагороди НБА

### Щорічні нагороди
Хоча статистика гравців за сезон включає й результати їх виступів в іграх регулярного сезону після його відновлення, НБА врішила, що при визначенні володарів щорічних нагород бралися до уваги лише їх виступи до переривання турніру у березні 2020 року. Через складну епідеміологічну ситуацію було вирішено не проводити окрему церемонію оголошення володарів щорічних нагород, що відбувалася у попередні три роки, натомість переможці оголошувалися в ефірі телевізійної мережі TNT в рамках трансляцій плей-оф змагання.
| Нагорода                                                | Лауреат(и) | Фіналісти |
| ------------------------------------------------------- | --- | --- |
| Найцінніший гравець                                     | Янніс Адетокумбо («Мілвокі Бакс») | Джеймс Гарден («Х'юстон Рокетс») Леброн Джеймс («Лос-Анджелес Лейкерс») |
| Найкращий захисний гравець                              | Янніс Адетокумбо («Мілвокі Бакс») | Ентоні Девіс («Лос-Анджелес Лейкерс») Руді Гобер («Юта Джаз») |
| Новачок року                                            | Джа Морант («Мемфіс Ґріззліс») | Кендрік Нанн («Маямі Гіт») Зайон Вільямсон («Нью-Орлінс Пеліканс») |
| Найкращий шостий гравець                                | Монтрезл Гаррелл («Лос-Анджелес Кліпперс») | Денніс Шредер («Оклахома-Сіті Тандер») Лу Вільямс («Лос-Анджелес Кліпперс»)                                                                                                 |
| Найбільш прогресуючий гравець                           | Брендон Інграм («Нью-Орлінс Пеліканс») | Едріс Адебайо («Маямі Гіт») Лука Дончич («Даллас Маверікс») |
| Тренер року                                             | Нік Нерс («Торонто Репторз») | Майк Буденгольцер («Мілвокі Бакс») Біллі Донован («Оклахома-Сіті Тандер»)                                                                                                   |
| Менеджер року                                           | Лоуренс Френк («Лос-Анджелес Кліпперс») | Сем Престі («Оклахома-Сіті Тандер») Пет Райлі («Маямі Гіт») |
| Приз за спортивну поведінку                             | Вінс Картер («Атланта Гокс») | Стівен Адамс («Оклахома-Сіті Тандер») Гаррісон Барнс («Сакраменто Кінґс») Генстон Галловей («Детройт Пістонс») Таюс Джонс («Мемфіс Ґріззліс») Гаррет Темпл («Бруклін Нетс») |
| Нагорода Дж. Волтера Кеннеді                            | | |
| Нагорода найкращому одноклубнику імені Тваймена-Стоукса | Джру Голідей («Нью-Орлінс Пеліканс») | Тобіас Гарріс («Філадельфія Севенті-Сіксерс») Кайл Корвер («Мілвокі Бакс»)                                                                                                  |
| Нагорода за допомогу громаді                            | Гаррісон Барнс («Сакраменто Кінґс») Джейлен Браун («Бостон Селтікс») Джордж Гілл («Мілвокі Бакс») Кріс Пол («Оклахома-Сіті Тандер») Двайт Павелл («Даллас Маверікс») | |

| - Перша збірна всіх зірок: - F Янніс Адетокумбо, «Мілвокі Бакс» - F Леброн Джеймс, «Лос-Анджелес Лейкерс» - C Ентоні Девіс, «Лос-Анджелес Лейкерс» - G Лука Дончич, «Даллас Маверікс» - G Джеймс Гарден, «Х'юстон Рокетс» | - Друга збірна всіх зірок: - F Каві Леонард, «Лос-Анджелес Кліпперс» - F Паскаль Сіакам, «Торонто Репторз» - C Нікола Йокич, «Денвер Наггетс» - G Кріс Пол, «Оклахома-Сіті Тандер» - G Дем'єн Ліллард, «Портленд Трейл-Блейзерс» | - Третя збірна всіх зірок: - F Джейсон Тейтум, «Бостон Селтікс» - F Джиммі Батлер, «Маямі Гіт» - C Руді Гобер, «Юта Джаз» - G Бен Сіммонс, «Філадельфія Севенті-Сіксерс» - G Рассел Вестбрук, «Х'юстон Рокетс» |

| - Перша збірна всіх зірок захисту: - F Янніс Адетокумбо, «Мілвокі Бакс» - F Ентоні Девіс, «Лос-Анджелес Лейкерс» - C Руді Гобер, «Юта Джаз» - G Бен Сіммонс, «Філадельфія Севенті-Сіксерс» - G Маркус Смарт, «Бостон Селтікс» | - Друга збірна всіх зірок захисту: - F Едріс Адебайо, «Маямі Гіт» - F Каві Леонард, «Лос-Анджелес Кліпперс» - C Брук Лопес, «Мілвокі Бакс» - G Ерік Бледсо, «Мілвокі Бакс» - G Патрік Беверлі, «Лос-Анджелес Кліпперс» |

| - Перша збірна новачків: - Джа Морант, «Мемфіс Ґріззліс» - Кендрік Нанн, «Маямі Гіт» - Брендон Кларк, «Мемфіс Ґріззліс» - Зайон Вільямсон, «Нью-Орлінс Пеліканс» - Ерік Паскалл, «Голден-Стейт Ворріорс» | - Друга збірна новачків: - Тайлер Хірро, «Маямі Гіт» - Теренс Девіс, «Торонто Репторз» - Кобі Вайт, «Чикаго Буллз» - Пі Джей Вашингтон, «Шарлотт Горнетс» - Руї Хатімура, «Вашингтон Візардс» |

### Гравець тижня
| Тиждень                 | Східна конференція                                   | Західна конференція                               | Прим.         |
| ----------------------- | ---------------------------------------------------- | ------------------------------------------------- | ------------- |
| 22–27 жовтня            | Трей Янг («Атланта Гокс») (1/1)                      | Карл-Ентоні Таунс («Міннесота Тімбервулвз») (1/1) | [ 8 ]         |
| 28 жовтня – 3 листопада | Янніс Адетокумбо («Мілвокі Бакс») (1/4)              | Ентоні Девіс («Лос-Анджелес Лейкерс») (1/2)       | [ 9 ]         |
| 4–10 листопада          | Паскаль Сіакам («Торонто Репторз») (1/2)             | Джеймс Гарден («Х'юстон Рокетс») (1/2)            | [ 10 ]        |
| 11–17 листопада         | Никола Вучевич («Орландо Меджик») (1/1)              | Джеймс Гарден («Х'юстон Рокетс») (2/2)            | [ 11 ]        |
| 18–24 листопада         | Спенсер Дінвідді («Бруклін Нетс») (1/1)              | Лука Дончич («Даллас Маверікс») (1/1)             | [ 12 ]        |
| 25 листопада – 1 грудня | Янніс Адетокумбо («Мілвокі Бакс») (2/4)              | Кармело Ентоні («Портленд Трейл-Блейзерс») (1/1)  | [ 13 ] [ 14 ] |
| 2–8 грудня              | Джиммі Батлер («Маямі Гіт») (1/1)                    | Ентоні Девіс («Лос-Анджелес Лейкерс») (2/2)       | [ 15 ]        |
| 9–15 грудня             | Едріс Адебайо («Маямі Гіт») (1/1)                    | Леброн Джеймс («Лос-Анджелес Лейкерс») (1/3)      | [ 16 ]        |
| 16–22 грудня            | Кайл Лаурі («Торонто Репторз») (1/1)                 | Денніс Шредер («Оклахома-Сіті Тандер») (1/1)      | [ 17 ]        |
| 23–29 грудня            | Джейлен Браун («Бостон Селтікс») (1/2)               | Брендон Інграм («Нью-Орлінс Пеліканс») (1/1)      | [ 18 ] [ 19 ] |
| 30 грудня – 5 січня     | Янніс Адетокумбо («Мілвокі Бакс») (3/4)              | Леброн Джеймс («Лос-Анджелес Лейкерс») (2/3)      | [ 20 ]        |
| 6–12 січня              | Джош Річардсон («Філадельфія Севенті-Сіксерс») (1/1) | Демар Дерозан («Сан-Антоніо Сперс») (1/1)         | [ 21 ]        |
| 13–19 січня             | Бен Сіммонс («Філадельфія Севенті-Сіксерс») (1/1)    | Каві Леонард («Лос-Анджелес Кліпперс») (1/1)      | [ 22 ] [ 23 ] |
| 20–26 січня             | Паскаль Сіакам («Торонто Репторз») (2/2)             | Дем'єн Ліллард («Портленд Трейл-Блейзерс») (1/2)  | [ 24 ] [ 25 ] |
| 27 січня – 2 лютого     | Джейлен Браун («Бостон Селтікс») (2/2)               | Дем'єн Ліллард («Портленд Трейл-Блейзерс») (2/2)  | [ 26 ]        |
| 3–9 лютого              | Джейсон Тейтум («Бостон Селтікс») (1/1)              | Нікола Йокич («Денвер Наггетс») (1/1)             | [ 27 ] [ 28 ] |
| 24 лютого – 1 березня   | Янніс Адетокумбо («Мілвокі Бакс») (4/4)              | Крістапс Порзінгіс («Даллас Маверікс») (1/1)      | [ 29 ] [ 30 ] |
| 2–8 березня             | Норман Павелл («Торонто Репторз») (1/1)              | Леброн Джеймс («Лос-Анджелес Лейкерс») (3/3)      | [ 31 ]        |

### Гравець місяця
| Місяць           | Східна конференція                      | Західна конференція                          | Прим.  |
| ---------------- | --------------------------------------- | -------------------------------------------- | ------ |
| жовтень/листопад | Янніс Адетокумбо («Мілвокі Бакс») (1/3) | Лука Дончич («Даллас Маверікс») (1/1)        | [ 32 ] |
| грудень          | Янніс Адетокумбо («Мілвокі Бакс») (2/3) | Джеймс Гарден («Х'юстон Рокетс») (1/1)       | [ 33 ] |
| січень           | Янніс Адетокумбо («Мілвокі Бакс») (3/3) | Леброн Джеймс («Лос-Анджелес Лейкерс») (1/2) | [ 34 ] |
| лютий            | Джейсон Тейтум («Бостон Селтікс») (1/1) | Леброн Джеймс («Лос-Анджелес Лейкерс») (2/2) | [ 35 ] |

### Новачок місяця
| Місяць           | Східна конференція               | Західна конференція                           | Прим.         |
| ---------------- | -------------------------------- | --------------------------------------------- | ------------- |
| жовтень/листопад | Кендрік Нанн («Маямі Гіт») (1/3) | Джа Морант («Мемфіс Ґріззліс») (1/3)          | [ 36 ] [ 37 ] |
| грудень          | Кендрік Нанн («Маямі Гіт») (2/3) | Джа Морант («Мемфіс Ґріззліс») (2/3)          | [ 38 ] [ 39 ] |
| січень           | Кендрік Нанн («Маямі Гіт») (3/3) | Джа Морант («Мемфіс Ґріззліс») (3/3)          | [ 40 ] [ 41 ] |
| лютий            | Кобі Вайт («Чикаго Буллз») (1/1) | Зайон Вільямсон («Нью-Орлінс Пеліканс») (1/1) | [ 42 ] [ 43 ] |

### Тренер місяця
| Місяць           | Східна конференція                       | Західна конференція                          | Прим.         |
| ---------------- | ---------------------------------------- | -------------------------------------------- | ------------- |
| жовтень/листопад | Нік Нерс («Торонто Репторз») (1/2)       | Френк Вогель («Лос-Анджелес Лейкерс») (1/1)  | [ 44 ] [ 45 ] |
| грудень          | Майк Буденгольцер («Мілвокі Бакс») (1/2) | Біллі Донован («Оклахома-Сіті Тандер») (1/1) | [ 46 ] [ 47 ] |
| січень           | Нік Нерс («Торонто Репторз») (2/2)       | Тейлор Дженкінс («Мемфіс Ґріззліс») (1/1)    | [ 48 ] [ 49 ] |
| лютий            | Майк Буденгольцер («Мілвокі Бакс») (2/2) | Майк Д'Антоні («Х'юстон Рокетс») (1/1)       | [ 50 ] [ 51 ] |